# Andreas von Renner

Andreas von Renner, undatierte Aufnahme

Andreas von Renner (* 28. September 1814 in Ditzingen; † 8. Dezember 1898 in Stuttgart) war Beamter und Finanzminister des Königreichs Württemberg.

## Leben

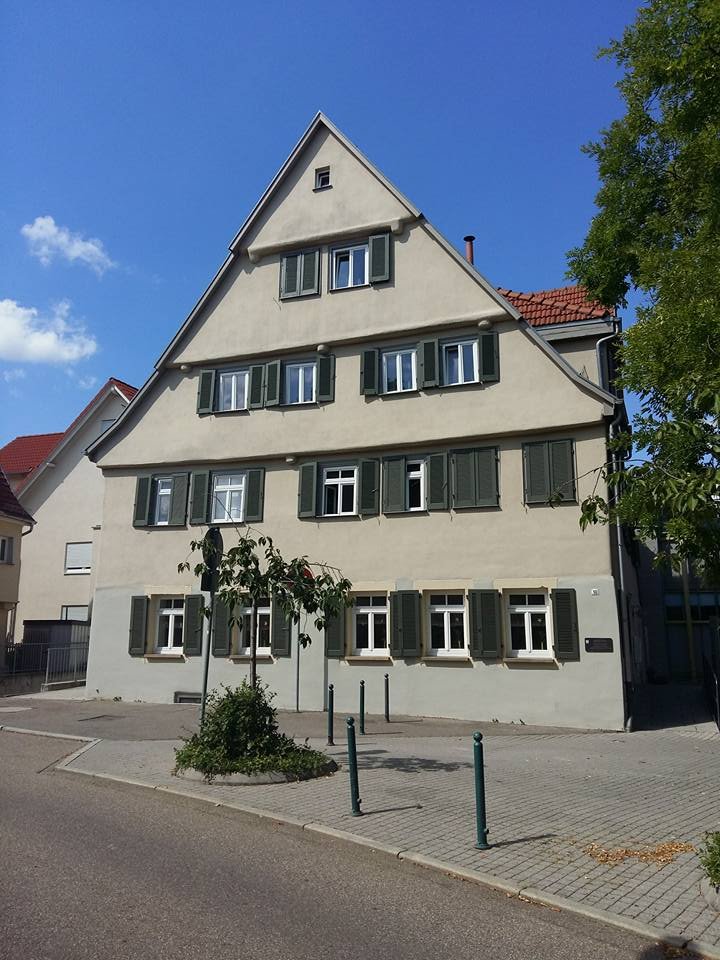
Der ehemalige Gasthof „Adler“ in Ditzingen, Andreas Renners Geburtshaus

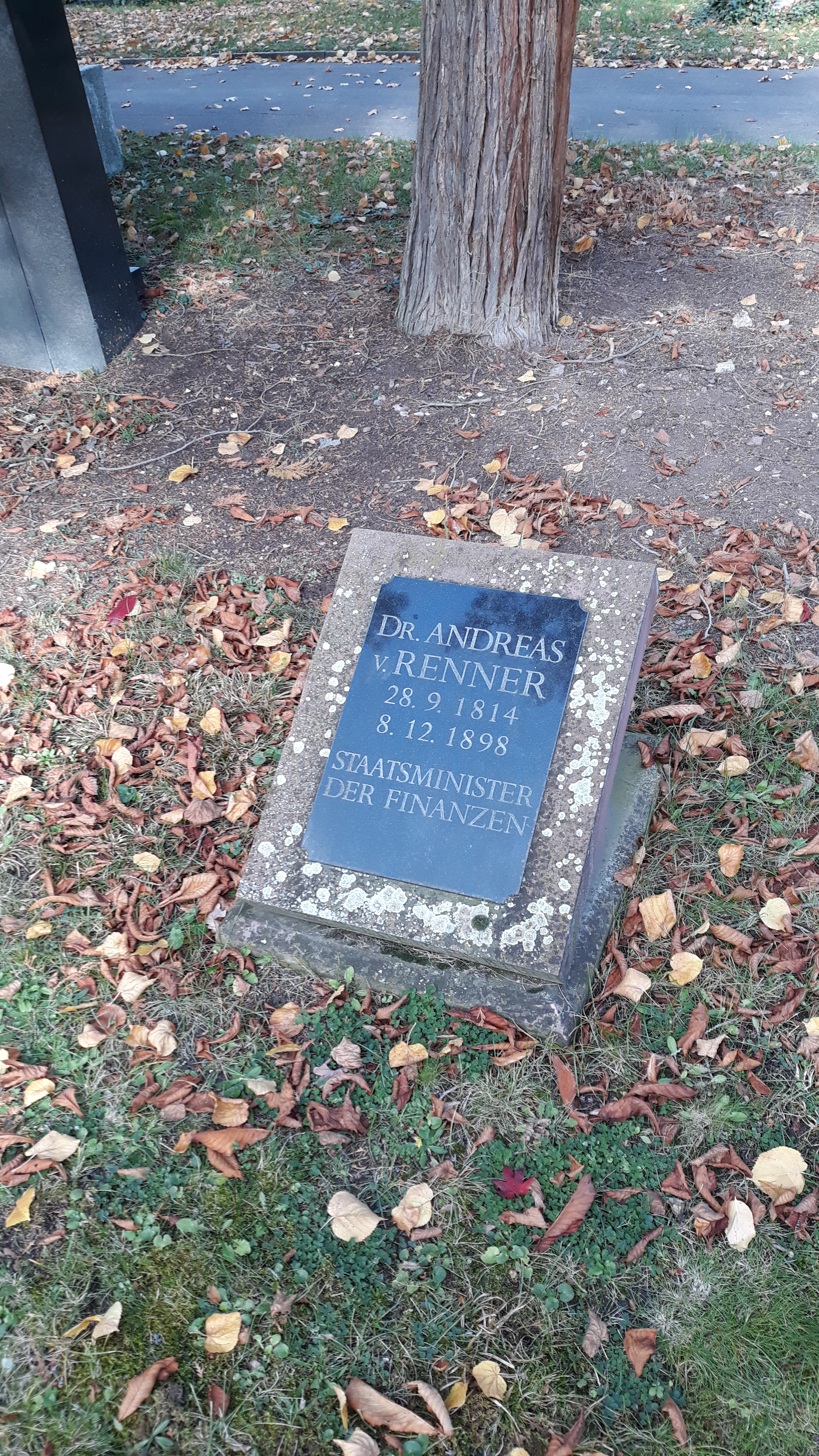
Grab auf dem Pragfriedhof Stuttgart

Andreas Renner besuchte nach der Elementarschule in Ditzingen und der Lateinschule in Korntal von 1832 bis 1834 das Gymnasium in Stuttgart. Daran schloss sich von 1834 bis 1836 ein Studium der Kameralwissenschaft in Tübingen an, welches er mit der I. und II. Dienstprüfung im August 1836 und Juni 1837 erfolgreich abschloss. Seinen Berufsweg begann er 1836 mit der Stelle eines Buchhalters in der „Irrenanstalt“ Winnenthal, der von 1837 bis 1839 eine Tätigkeit als Buchhalter im Kameralamt Leonberg folgte. Nach einem 1830 begonnenen Studium an der Landwirtschaftlichen Akademie Hohenheim und weiteren Stationen als Kameralverwalter wurde er 1846 Finanzrat im württembergischen Departement der Finanzen. Dort stieg er bis 1858 zum Direktor der Forstabteilung auf, die nun als Forstdirektion eine eigenständige Behörde unter seiner Leitung wurde.

## Landtagsabgeordneter
Von 1853 bis 1855 war Renner gewählter Abgeordneter des Oberamts Besigheim in der Zweiten Kammer der Württembergischen Landstände. Seit Juli 1861 war er auf Lebenszeit ernanntes Mitglied der Ersten Kammer. Er legte das Mandat im Mai 1890 aus gesundheitlichen Gründen nieder.

## Finanzminister
Am 21. September 1864 erhielt Renner den Titel Staatsrat und wurde vorläufiger Chef des Departements der Finanzen. Vom 8. September 1865 bis zum 12. Oktober 1891 war Renner Staatsminister des Departements der Finanzen und gehörte den Regierungen Varnbüler und Mittnacht an.

## Familie
Andreas Renners Vater Johann Gottfried Renner (1782–1833) war Wirt des Gasthauses Adler und Gemeinderat in Ditzingen und mit Johanna Barbara Hummel verheiratet. Das Ehepaar hatte sieben Kinder. Andreas Renner heiratete 1842 Marie Plessing, die ihm zwei Kinder zur Welt brachte. Andreas Renner war evangelisch.

## Ehrungen und Auszeichnungen
- 1856 Ritterkreuz und 1870 Großkreuz des Ordens der württembergischen Krone
- 1864 Komturkreuz II. Klasse, 1866 Großkreuz des Friedrichsordens
- 1874 Preußischer Roter Adlerorden 1. Klasse
- 1877 Ehrendoktor der Wirtschaftswissenschaftlichen Fakultät der Universität Tübingen
- 1885 Ehrenbürger von Wildbad
- 1887 Ehrenbürger von Stuttgart
- 1887 Ehrenbürger von Ditzingen
- 1891 Ehrendoktor der naturwissenschaftlichen und der medizinischen Fakultät der Universität Tübingen